# Pierre Nicole
Pierre Nicole (Chartres, 16 de Novembro de 1625 - Indefinido, 1695) foi um dos mais destacados pensadores jansenistas franceses.
Nicole foi uma das personagens mais atrativas de Port-Royal-des-Champs. Muitas histórias são contadas sobre sua curiosa distração enquanto conversava. Seus livros são reconhecidos exatamente por serem o oposto disto; eles são concisos e organizados em excesso. Em consequência, ficaram muito populares entre os alunos de Madame de Sevigné. Nenhum outro escritor jansenista, nem mesmo Pascal, foi tão bem sucedido em defender a escola de Port Royal perante o mundo. 
A vida de Pierre Nicole está contada ao longo dos quatro volumes escritos por Sainte-Beuve a respeito de Port Royal.

## Biografia
Filho de um causístico local, seu pai o enviou para estudar teologia em Paris no ano de 1642. Local onde, sob influência de sua tia Marie des Anges Suireau, a qual foi abadessa por um breve período, se envolve com a comunidade jansenista de Port-Royal e começa a lecionar na Petites Écoles de Port-Royal. Algum escrutínio da consciência o impediu de entrar para o alto sacerdócio e ele continuou por toda a vida como um baixo clérigo, apesar de seu profundo conhecimento teológico. Por muitos anos ele foi professor em uma pequena escola para rapazes em Port Royal, ensinando Grego para o jovem Jean Racine. Porém, sua principal atividade e contribuição, juntamente com Antoine Arnauld, foi como editor da controversa obra produzida pelos jansenistas.
Nicole escreveu em 1656 com Pascal as Provincial Letters; Em 1658, traduziu as Letters para o Latim, sob o pseudônimo de Nicholas Wendrock. Em 1662 ele escreveu com Antoine Arnauld a Lógica de Port-Royal, baseada na leitura cartesiana da lógica aristotélica. Em 1664 começa a escrever sozinho uma série de cartas, Les Imaginaires, tentando mostrar que as acusações de heresia desferidas pelos jesuítas contra os jansenistas não passavam de pura imaginação. Seus textos foram severamente atacados por Desmaretz de Saint-Sorlin, um poeta devoto da ordem dos jesuítas. Nicole respondeu as críticas com uma nova série de textos, Les Visionnaires (1666), nos quais afirmava que poetas e dramaturgos não eram melhores que "envenenadores". Esse comentário ofendeu profundamente Racine e ele se voltou não apenas contra seu antigo professor, mas contra toda a Port Royal.
Na mesma época da querela com Racine, Nicole se envolveu em uma outra controvérsia sobre transubstancialização com Claude; a partir desse período foi produzido um de seus grandes trabalhos, La Perpétuité de la foi de l'Église catholique touchant l'eucharistie (1669), um esforço conjunto entre Nicole e Antoine Arnauld. Porém sua produção mais famosa é Essais de morale ou Ensaios sobre a Moral, uma série de pequenos ensaios sobre a prática do cristianismo. O primeiro volume da obra foi publicado em 1671, e seguido por outros, totalizando quatorze volumes. 
Em 1679, sob uma nova onda de perseguições aos jansenistas, Nicole e Arnauld foram forçados a se mudar para a Bélgica. Neste período sua saúde enfraquece e ele diz a Arnauld que quer descançar. "Descançar", respondeu Arnauld, "você terá a eternidade inteira para descançar!"
Em 1683 Nicole faz um "acordo de paz" com as autoridades que o permitem a voltar para Paris. Lá ele continua seu trabalho, morre no período em que estava escrevendo uma refutação sobre a nova heresia do quietismo.